# Synagoge Morhange

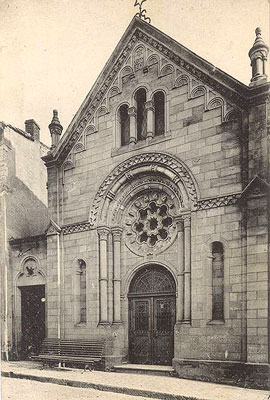
Ehemalige Synagoge in Morhange

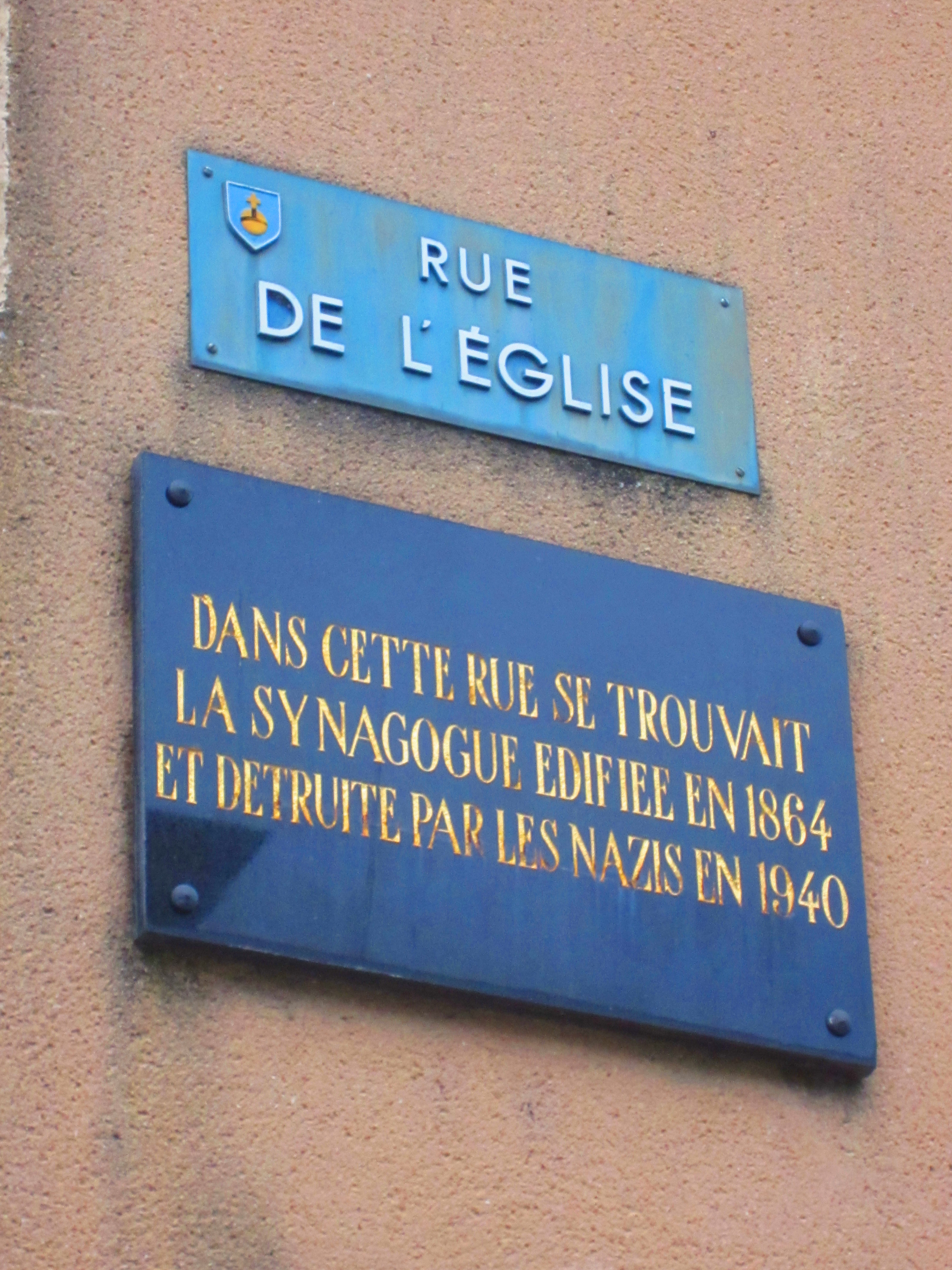
Gedenktafel für die Synagoge

Die Synagoge in Morhange, einer Gemeinde im Département Moselle in der französischen Region Grand Est, wurde 1864 errichtet. Die Synagoge befand sich in der Rue de l'Église.
Die Synagoge wurde 1942 während des Zweiten Weltkriegs von den deutschen Besatzern zerstört. Nach der Befreiung wurde der Wiederaufbau verschoben und dann wegen der zu kleinen jüdischen Gemeinde aufgegeben.